# Vinko Tušek
Vinko Tušek, slovenski slikar, grafik, kipar in likovni pedagog, * 5. september 1936, Kranj, † 10. januar 2011, Kranj.

## Življenje
Vinko Tušek se je rodil kot prvi otrok v družini Venclja in Cecilije Tušek, rojene Štrukelj.
Živeli so v Kranju, tam je storil svoje prve korake, zbiral vtise iz narave in slikovite gorenjske okolice, doživljal težave in pomanjkanje v drugi svetovni vojni in povojne dogodke in norosti. Osnovno šolo in gimnazijo je obiskoval v Kranju. Otroci so si takrat kljub pomanjkanju vsega znali pomagati tako, da so si sami izdelovali razne igrače in pripomočke za igro, kot so loparji za tenis, tedaj-ping-pong, smuči, šah, planiško skakalnico po kateri so spuščali iz papirja izdelane skakalce- letalce, tudi modele rekvizitov kakršne sta takrat uporabljala priljubljena knjižna junaka Winnetou in Ivanhoe, perjanice, loke, te junake pa je Vinko svojim prijateljem pogosto tudi z barvicami naslikal, kadar jih je uspel dobiti. Prave avanture pa so bila potepanja po strugi reke Kokre, raziskovanja skrivnosti Kosorepa in Očana, raziskovanje votlin ob reki, ob večerih pa poslušanje skrivnostnih glasov v slušalkah doma narejenega detektorja, ko so z iglo na kristalu našli kakšno radijsko postajo. Pri vseh teh dogodkih pa sta svojo vlogo imela tudi brat Janez in sestra Cilka. V soseščini, kjer je živel, je Vinko spoznal suhega in bledega mladeniča, ki se je leta 1945 vrnil iz taborišča v Mathausnu in se je strastno predajal slikanju. Vse dneve je hodil okoli hiše z oljnimi barvami, čistilom, lanenim oljem, izdeloval je čopiče, vmes pa prepeval in žvižgal. Takrat devetletni Vinko ga je na skrivaj opazoval in mu bil vedno za petami. Mastne oljne barve so se mu zazdele nekaj čudežnega, nedosegljivega. Omamljal ga je njihov vonj. Pod slikarjevim čopičem so v svetlih pomladnih dneh nastajale podobe Jezus na Oljski gori, Marija z golobčki in žarečim žitnim poljem in podobne. Drugi podobar in slikar, ki si ga je vtisnil v spomin, je Ignac Majnik- Vrečkov Francelj, ljudski slikar, ki je bil priklenjen na bolniško posteljo in je mladi druščini, ki ga je opazovala pri slikanju vzbujal posnemovalne vzgibe, učil jih je slikarskih veščin. Po Kranju ga je v postelji, pritrjeni na posebni voziček, prevažal njegov slepi prijatelj in mladini je bil vedno zanimiv. Pogosto je mladim upodobil priložnostne motive v takrat popularne spominske knjige. Tretja osebnost, ki je močno vplivala na Tuškovo odločitev postati slikar, pa je bil uglajeni gospod Ignac Mihevc, ki je na nižji gimnaziji v Kranju poučeval risanje. Učence je vodil skozi različne likovne naloge s tem pa je v takratnem dvanajstletniku vzbudil željo da postane učitelj risanja. Začela se je njegova slikarska pot. Šesti letnik gimnazije je zanj pomenil dopolnitev šolskega pouka z dodatnim poukom risanja pri profesorju Ljubu Ravnikarju v >>risarskem krožku<< na gimnaziji. Profesor je bil zelo dober akvarelist in fantje šestega, sedmega in osmega letnika gimnazije so lahko spoznavali lahkotnost in virtuoznost nastajanja slik ter ustvarjalnost, zanos in navdih pri slikanju. Leta 1957 je Tušek maturiral na Gimnaziji v Kranju in se vpisal  na ljubljansko Akademijo za likovno umetnost ter pričel visokošolski študij. Svoje znanje risanja je poglabljal pri profesorjih Francetu Miheliču, Mariju Preglju, Slavku Pengovu, slikanja pri Gabrijelu Stupica, grafične tehnike pa pri Riku Debenjaku. Leta 1962 je končal peti letnik akademije, takrat sta s prijateljem Cirilom Oblakom obiskala Pariz in se prvič seznanila z velikim svetom, v jeseni pa se je zaposlil na osnovni šoli v Goričah pri Golniku kot likovni pedagog. Naslednje leto je diplomiral  iz slikarstva pri profesorjih Maksimu Sedeju in Gabrijelu Stupici. Za teoretični del izpita si je izbral slovensko srednjeveško slikarstvo. Pet mesecev kasneje je odšel na služenje vojaščine. Akademija je Tušku omogočila širok vpogled v dela starih slikarskih mojstrov in njihovih tehnik, mnogo poglobljenih pogovorov s profesorji in temperamentnih debat o umetnosti s svojimi kolegi. Njegova najmočnejša želja da bi >>risal po svoje<< pa se kljub temu niti na akademiji ni uresničila, na to je bilo treba počakati še več let.

### Prva razstava v Kranju
Svojo prvo razstavo ustvarjenih del je imel Vinko Tušek v Kranju, januarja leta 1967. Razstavo mu je omogočil umetnostni zgodovinar Cene Avguštin, muzejski kustos za galerijsko dejavnost, ki je bil zelo naklonjen mladim likovnim ustvarjalcem na začetku njihove umetniške poti. Razstavni prostor je bil v Prešernovi hiši v Kranju. Prostor je bil nekoliko utesnjen, vendar dovolj velik za razmeroma majhne formate njegovih grafičnih listov. Ustvaril je opus Naselij in Strojev, kateri so se dobro zlili z razstavnim prostorom. Umetnostni zgodovinar Andrej Pavlovec iz Loškega muzeja je Tuškova dela kritiško obdelal, doživel je dobre ocene in čestitke obiskovalcev, prijateljev, znancev ter sorodnikov. Istega leta je s svojimi grafikami sodeloval na skupinski razstavi Jugoslovanskih slikarjev v Pragi. Sledila je nato udeležba na več razstavah v različnih mestih.

### Prvi stik s tujino
Meseca julija 1968 se je Vinko Tušek s svojima prijateljema z akademije Francem Mesaričem in Rudijem Pergarjem odpravil v Benetke na ogled 34. mednarodnega likovnega bienala. Tu je doživel pravi šok nad pisano podobo takratnih umetniških prizadevanj in smeri v likovnem izražanju v svetu. Nastopalo je veliko število razstavljalcev iz 35 držav. Takratno jugoslovansko ustvarjalnost so predstavljali Oto Logo, Miroslav Šutej in Ivan Tabaković, po ogledu so o tej razstavi s prijatelji še dolgo diskutirali. Po ogledu razstave je Vinko Tušek izjavil sledeče:
»Prevzelo me je. Videl sem, kaj so delali drugi po svetu in se zavedel, kaj delam jaz. Čudno se mi je zdelo, da pri nas kaj takega, kar je razstavil svet, nihče ne dela. Rekel sem si: Zakaj ne bi jaz?«

## Samostojne razstave
- Kranj- Mestna hiša- Grafike (1967),
- Piran- Mestna galerija- Grafike (1969),
- Kranj- Mestna hiša- Barvna plastika (1969),
- Ljubljana- Moderna galerija- Neokonstruktivisti - Hrvatski, Čadež, Lapajne, Tihec,Tršar, Tušek(1970)
- Novi Sad- Tribina mladih- Barva-oblika-prostor (1971),
- Koper- Galerija loža- Barvna plastika (1971),
- Kranj- Mala galerija- Barvni ambient (1980),
- Bled- Festivalna dvorana- Barvni ambient in slike (1981),
- Kranj- Domplan- Risba (1981),
- Škofja Loka- Puštalska kapela- Razstava risb, grafik, slik (1982),
- Beljak- Galerie an der Stadtmauer Villach- Razstava risb, grafik, slik in dveh ambientov (1982),
- Kranj- Galerija in bar Kavka- Razstava kolažev (1983),
- Ljubljana - Galerija v avli upravne zgradbe Merkatorja v Bežigradu Slike (marec -junij  2009),

## Skupinske razstave
- Kranj- Razstava gorenjskih likovnikov (1965),
- Praga- Razstava gorenjskih likovnikov (1967),
- Beograd- Beogradski sajam 3.Trienale likovne umetnosti Jugoslavije (1967),
- Zagreb- 5.Bienale jugoslovanske grafike (1968),
- Ljubljana- Razstava DSLU (1968),
- Subotica- Banja Luka- Sarajevo- Razstava DSLU (1968),
- Beograd- Galerija doma omladine Beograd- Razstava grafike mladih jugoslovanskih ustvarjalcev (1969),
- Beograd- Dom omladine- Neokonstruktivisti (1970),
- Manheim- Razstava pododbora DSLU za Gorenjsko (1970),
- Zagreb- 6. Bienale jugoslovanske grafike (1970),
- Reka- Moderna galerija- Bienale mladih (1971),
- Celovec- Künstlerhaus- 4. INTART (1971),